# 新馬克思主義
新馬克思主義（英語：Neo-Marxism）是指在馬克思古典理念基础之上结合一些人类现代哲学思想，但仍相信并堅持馬克思主義的基本原則。

## 起源
新馬克思主義在1910年代出現。一戰與俄國十月革命，動搖了資本主義社會的根本，一些知識份子開始探索社會危機的根源和出路。有些馬克思主義者開始把傳統的馬克思主義與西方哲學、社會科學和人文科學結合起來，作理論研究，形成新馬克思主義。
新馬克思主義的先驅，有意大利共产党人安东尼奥·葛兰西、匈牙利共產黨人卢卡奇·捷尔吉、德國共產黨人卡尔·柯尔施、法国共产党人路易·阿尔都塞。

## 內容
新馬克思主義深受德國哲學精神影響，強調德國古典哲學末期「青年黑格爾左派」的理論觀點，力圖擺脫傳統馬克思理論的教條性束縛，又堅持批判和改造資本主義社會的不合理性。
新馬克思主義拋棄了馬克思主義所先誇的唯一真理，轉而借助於黑格爾哲學、無政府主義、自由主義以及理性選擇理論的觀點。新馬克思主義者試圖在教條式馬克思主義的機械式與決定論式理念之外尋求出路，拒絕去接受經濟優先或無產階級優越角色的觀點。其次，他們注重對意識型態與國家權力的分析。
新馬克思主義包含结构马克思主义、分析马克思主义、葛蘭西的「文化霸權」、盧卡奇的「总体性」、阿尔都塞的「意識形態國家機器」等思想。

## 總結
拋棄馬克思（下層決定上層）「社會存在決定他們的意識」的機械說法。
盧卡奇以「整體論」直接取消上下層結構兩分的構思。
葛蘭西與第一代法蘭克福學派（下層結構制約上層）不約而同走上鬆綁「決定」、擴大「制約」。